# Intento de asesinato a Cristina Fernández de Kirchner
El intento de asesinato a Cristina Fernández de Kirchner tuvo lugar el jueves 1 de septiembre de 2022 a las 20:52, en el barrio de Recoleta, Buenos Aires, Argentina. El atacante fue Fernando André Sabag Montiel, quien apuntó con una pistola Bersa del calibre 7.65 mm, con munición real en su cargador contra la vicepresidenta de la Nación Argentina. El sujeto gatilló en dos ocasiones frente a la vicepresidenta, pero los disparos no se produjeron. El atacante fue detenido inmediatamente por un grupo de militantes peronistas y seguidamente por integrantes de la Policía Federal. Montiel estaba vinculado al grupo ultraderechista Revolución Federal, el cual se vio involucrado en el caso, ya que además de Montiel fueron detenidos y procesados la expareja de Montiel y miembro del grupo, Brenda Uliarte, y uno de los líderes del mismo, Gabriel Carrizo, siendo conocidos los tres como la "Banda de los Copitos". En julio de 2024 comenzó el juicio oral por el atentado, el cual se centra únicamente en el autor material y los dos colaboradores de Revolución Federal ya mencionados; el proceso dejó de lado la investigación y pistas relacionadas al posible autor intelectual del intento de asesinato.

## Hechos
El 1 de septiembre de 2022, a las 20:49 (UTC-3), Cristina Fernández de Kirchner llegó a su domicilio luego de presidir una sesión en el Senado de la Nación. Fernández se encontraba saludando a sus seguidores y firmando ejemplares de su libro Sinceramente en el exterior de su domicilio, cuando, a las 20:52, Fernando André Sabag Montiel apuntó una pistola marca Bersa del calibre 7.65mm a la cabeza de la mandataria. Montiel accionó dos veces el gatillo pero ninguno de los cinco cartuchos útiles dispuestos del cargador estaba en la cámara de la misma. El arma tenía el número de serie dañado. Según señaló en sede judicial, la vicepresidenta no se percató del atentado hasta que regresó a su domicilio. Durante los hechos y posteriormente, los simpatizantes de la vicepresidenta continuaron en el lugar de los hechos entonando cánticos en su respaldo.

### El atacante
Fernando André Sabag Montiel, alias «Tedi», de treinta y cinco años al momento del ataque, es la persona que intentó disparar un arma contra Cristina Fernández. Nacido en Brasil, hijo de padre chileno y madre argentina, vive en Argentina desde 1993. Cuenta con antecedentes por portación de arma blanca por un hecho de 2021 y tiene domicilio declarado en el barrio de Villa del Parque, pero vive en el partido bonaerense de San Martín. En fotografías del atacante difundidas por los medios se le observa en el codo un tatuaje del sol negro, símbolo neonazi que suele utilizarse en reemplazo de la famosa esvástica para pasar desapercibido.
El atacante había aparecido dos veces con anterioridad en móviles en vivo del canal Crónica TV, en donde fue consultado sobre la situación económica y política del país, marcándose en contra del gobierno nacional, llegando a proferir varios insultos en televisión y escribiendo en una oportunidad en sus redes sociales que «Ni Milei ni Cristina"». Aficionado a la música death metal, gustaba de acercarse a intérpretes famosos, entre ellos, Taylor Hawkins de Foo Fighters. En marzo de 2022 publicó un video en una red social en el que intentaba tomarse una foto con Hawkins, una semana antes de su muerte, donde dijo: «... me siento la parca, muy fuerte conocer a alguien antes de su muerte».

## Antecedentes
Desde su primera presidencia 
enfrentó diversos actos de violencia simbólica a través de medios de comunicación. Durante el juicio por el intento de magnicidio admitió que "Cuando era presidenta, durante los dos periodos, sufrí violencia simbólica y no tan simbólica”, entre ellas tapas donde aparecía su imagen retocada siendo golpeada En otra ocasión aparecieron tres tapas de la revista Noticias, comandada el empresario de medios Jorge Fontevecchia en la que la mostraban sexualizada, atada, con un ojo morado y visiblemente golpeada en el rostro. su tapa la imagen de la presidenta Cristina Kirchner crucificada, sangrando sin vida. En 2010 se recibió una amenaza de magnicidio cuando un grupo 
intervino la radio del helicóptero presidencial llamando a "asesinar a la yegua" escuchándose de fondo la avenida de las Camelias”, la marcha militar que acompañó durante años los comunicados de la última dictadura El 18 de abril de 2013 el PRO, exhibió imágenes de funcionarios del gobierno entre ellos de Cristina Fernández con trajes de presidiarios y colgando de una horca sin vida, en otra marcha posterior un grupo ligado a Cristian Rotondo exhibió un muñeco de Cristina Fernández  para ser apedreado durante un cacerolazo.
El 22 de agosto, tras un pedido de condena por parte del fiscal Diego Luciani simpatizantes y juristas, exjueces consideraron el proceso jurídicamente nulo cuyo objetivo era proscribir a Cristina Fernández de Kirchner.
 y orientado políticamente
Por este motivo, numerosos seguidores de la vicepresidenta se reunieron en la puerta de su domicilio, en otras ciudades del país y en diversos países del exterior, con concentraciones de apoyo Valencia, Madrid, Ginebra, Londres, etc. para manifestarle su solidaridad a la vicepresidenta y repudiar el fallo. Esa misma tarde tras una trifulca entre simpatizantes y detractores  dio pie a la intervención de la Policía de la Ciudad. Una mujer de 50 años que se autodefinió como antiperonista y seguidora de Patricia Bullrich se acercó a los simpatizantes de la vicepresidenta amenazándolos con un cuchillo. Tras mostrar un arma blanca y amenazara con matar a los manifestantes la mujer fue retirada en empujones sin que la policía porteña la arreste. Tras ser consultada por el noticiero Crónica el movilero le preguntó dos veces sobre por qué vino con un arma blanca, primero dijo que "me la dieron por ahí, yo no la tenía" tras ello la Policía de la Ciudad dejaron a la mujer retirarse sin ningún problema, sin ser arrestada ni labrarle ningún tipo de acta. minutos después Jonathan Morel se mezcló en la multitud y arrojó una bomba incendiaria casera contra simpatizantes del kirchnerismo. En investigaciones posteriores un informe de la PSA revela los audios de charlas virtuales de Revolución Federal en los que Morell y otros dirigentes opositores alentaban a un grupo de personas a infiltrarse personas a atacar a CFK, causar disturbios "tirar agua hirviendo" a militantes y poner "una bomba en Casa Rosada". Hay que matarlos, otra cosa no podés hacer", arengaba con saña Jonathan Morel, fundador de la organización de extrema derecha Revolución Federal, financiada por el Grupo Caputo.
Desde entonces, en la esquina se agolparon manifestantes a favor llegada la noche surgieron acampes nocturnos. El 27 de agosto, aprovechando un temporal que deshabitó las calles, el gobierno de la Ciudad ordenó instalar vallas de metal para evitar las congregaciones; esto fue mal recibido por los manifestantes, por Cristina e incluso por algunos de los vecinos, alegando que se estaba sitiando a Cristina, y que los vecinos no tenían libre acceso a sus propios hogares causa del vallado.
Ante la presencia del vallado, las manifestaciones se magnificaron, atrayendo manifestantes aledaños. La presencia de estos manifestantes y la formación de un cordón policial derivó en un enfrentamiento durante el cual algunos militantes derribaron el vallado y las fuerzas policiales utilizaron camiones hidrantes para dispersar a los simpatizantes kirchneristas.
Desde este sector se acusó al gobierno de la Ciudad de fomentar el enfrentamiento, acusándoselo incluso de colocar contenedores cargados de piedras para que fueran arrojadas por infiltrados. Desde la oposición, Patricia Bullrich, presidenta del partido PRO, criticó al jefe de Gobierno, del mismo partido, por su "debilidad ante los kirchneristas".
El 30 de agosto, 2 días antes del atentado, un juez ordenó el cese de las operaciones de custodia en la casa de la vicepresidenta por la Policía de la Ciudad de Buenos Aires; orden que el jefe de Gobierno de la Ciudad, Horacio Rodríguez Larreta, apeló y optó por no acatar.
Hasta el día del atentado continuaron ocurriendo incidentes entre ellos el arresto de un repartidor venezolano fue detenido tras amenazar a simpatizantes de la presidenta con una llave inglesa. Incluso, el 31 de agosto, día anterior al atentado, el presidente Alberto Fernández expresó a la vicepresidenta Fernández su preocupación por su seguridad, dado que, en investigaciones de la policía cibernética, se encontraron fotografías de ambos, entrando y saliendo de sus domicilios, publicadas en sitios de internet. A raíz de las mismas hubo dos detenciones con sus correspondientes allanamientos, en los cuales se hallaron armas y material neonazi en posesión de los imputados.

## Investigaciones
Montiel fue detenido inmediatamente por el personal de seguridad de la vicepresidenta y llevado a una carpa de la policía en donde fue interrogado. Integrantes de la policía científica argentina realizaron investigaciones periciales en el sitio.
La jueza María Eugenia Capuchetti, quien estaba en turno, quedó a cargo de las investigaciones con Carlos Rívolo como fiscal del caso y Juan Manuel Hermida como defensor de oficio. Se informó que la carátula del delito es tentativa de homicidio agravado con alevosía. Alberto Fernández, presidente de Argentina, pidió a las autoridades judiciales celeridad en el esclarecimiento, así como cuidar la vida del detenido. Capuchetti se hizo presente en el lugar de los hechos, acompañada por el superintendente de Investigaciones, Alejandro Ñamandú. La jueza, según se informó, revisó las cámaras de seguridad a fin de hallar probables cómplices. Adicionalmente les fueron tomadas declaraciones a los testigos.
Al siguiente día, 2 de septiembre, agentes de la Policía Federal allanaron los tres domicilios probables del agresor, uno de los cuales tenía un cartel en la puerta con la leyenda: «Esta no es la casa de Fernando». La vivienda que realmente habitaba el detenido estaba ubicada en la localidad bonaerense de San Martín, dentro del conurbano metropolitano. Se trataba de un departamento monoambiente, alquilado desde hacía unos meses. Allí se hallaron alrededor de cien cartuchos en condiciones de disparar y otros materiales, algunos vinculados al pensamiento neonazi, que la policía consideró útiles para la investigación.

#### Detenidos
El día 5 de septiembre fue detenida Brenda Uliarte, pareja de Sabag Montiel durante los últimos cuatro meses, quien estuvo con él la tarde del atentado y con quien, además, compartía con él una microempresa de fabricación y venta callejera de algodón de azúcar (o copos de nieve). La imputación que se les hizo fue planificación previa y acuerdo entre partes para perpetrar el hecho. La tercera detenida fue una amiga cercana de Brenda Uliarte llamada Agustina Díaz, quien le sugirió a Brenda Uliarte que borrara todo el contenido de su celular y tras enterarse del magnicidio fallido dijo «¿Por qué falló el tiro? ¿Cómo mandaste a este tarado? ¿Se puso nervioso?». El cuarto detenido fue Nicolás Carrizo, el jefe de los vendedores del grupo de algodón de azúcar, quien negó su participación en el intento de magnicidio. En su celular se encontraron mensajes donde lamentaba de que el intento de asesinato hubiera fallado.

#### Abogados de la defensa
Entre los abogados de la defensa se encuentran, por sus vínculos a la política, los abogados del detenido Nicolás Carrizo:
- Gastón Marano: con vínculos con la Embajada de los Estados Unidos, trabajó como especialista en inteligencia propuesto por el senador por Chubut Ignacio Torres (PRO) para la comisión bicameral de Seguimientos de Servicios de Inteligencia. Luego de que asumió la defensa de Nicolás Carrizo fue desvinculado de dicha comisión por parte del senador Torres y el diputado Leopoldo Moreau (FPV), el presidente de dicha bicameral.[63][64][65]
- Branda Salva: trabajaba como asesora de la diputada de San Luis Karina Ethel Bachey (PRO), pero fue despedida de la Comisión de Discapacidad de la Cámara de Diputados luego de que trascendiera que es la abogada defensora de Gabriel Carrizo.[66][64][65]

## Controversias
El intento de asesinato contra la vicepresidenta argentina, Cristina Fernández de Kirchner, en el barrio de Recoleta, suscitó tanto el repudio como una serie de especulaciones. A pesar de la rápida condena del ataque por parte de líderes políticos internacionales, se propagaron teorías de conspiración, especialmente en las redes sociales.
Uno de los elementos que llamó la atención fue la aparente inacción de los escoltas presentes durante el incidente. Según informes del periódico "La Nación", los procedimientos estándar de seguridad consisten en establecer "anillos o perímetros" para evitar que desconocidos se acerquen a figuras de alto perfil; sin embargo, en esta ocasión, los efectivos de la Policía Federal parecían estar en una "actitud pasiva", centrando su atención en Kirchner en lugar de vigilar posibles amenazas externas.
Las dudas también se centraron en la pistola utilizada una Bersa calibre 32 es un modelo antiguo.
En el ámbito de las redes sociales, un sondeo realizado por la empresa Reputación Digital reflejó que el 62,49% de los participantes en las mismas no creía en la versión oficial del atentado, mientras que un 37,51% no lo cuestionaba. Además, la diputada de Propuesta Republicana, Amalia Granata, en un tuit publicado poco después del incidente, insinuó que todo podría haber sido un montaje: «Todo armado, que pantomima!!! ya no saben qué hacer para victimizarla! Y para que suba en las encuestas! Demasiado obvio» lo que generó repudios de diferentes sectores Aunque Granata matizó sus declaraciones posteriormente.

## Reacciones
Desde el peronismo se acusó a sectores de la oposición y a los multimedios de propiciar discursos de odio contra Cristina Kirchner y el movimiento peronista en general, opinión que ya había sido enunciada en los días previos al atentado. A la par, el presidente de la Nación llamó a cesar en la violencia discursiva. Desde algunos  partidos de la oposición, hubo mensajes de solidaridad con la Vicepresidenta, y exigieron un «pronto esclarecimiento por parte de la justicia».
Algunos sectores de la política argentina, sin embargo, no expresaron opinión acerca de los hechos y otros, minoritarios pero presentes en las redes sociales, llegaron a dudar del atentado, como la diputada provincial de Santa Fe, Amalia Granata, quien lo calificó de «pantomima» Una opinión similar apareció, además, en un artículo de un periodista español publicado por el portal neoconservador Libertad Digital. Al respecto, el politólogo Pedro Núñez, en una declaración periodística a DW Español: «la Justicia evidentemente tiene que actuar rápido, ya que lo peor que podría pasar es que esto se vaya diluyendo en el tiempo y aparezcan cada vez más teorías conspirativas acerca de qué ocurrió».

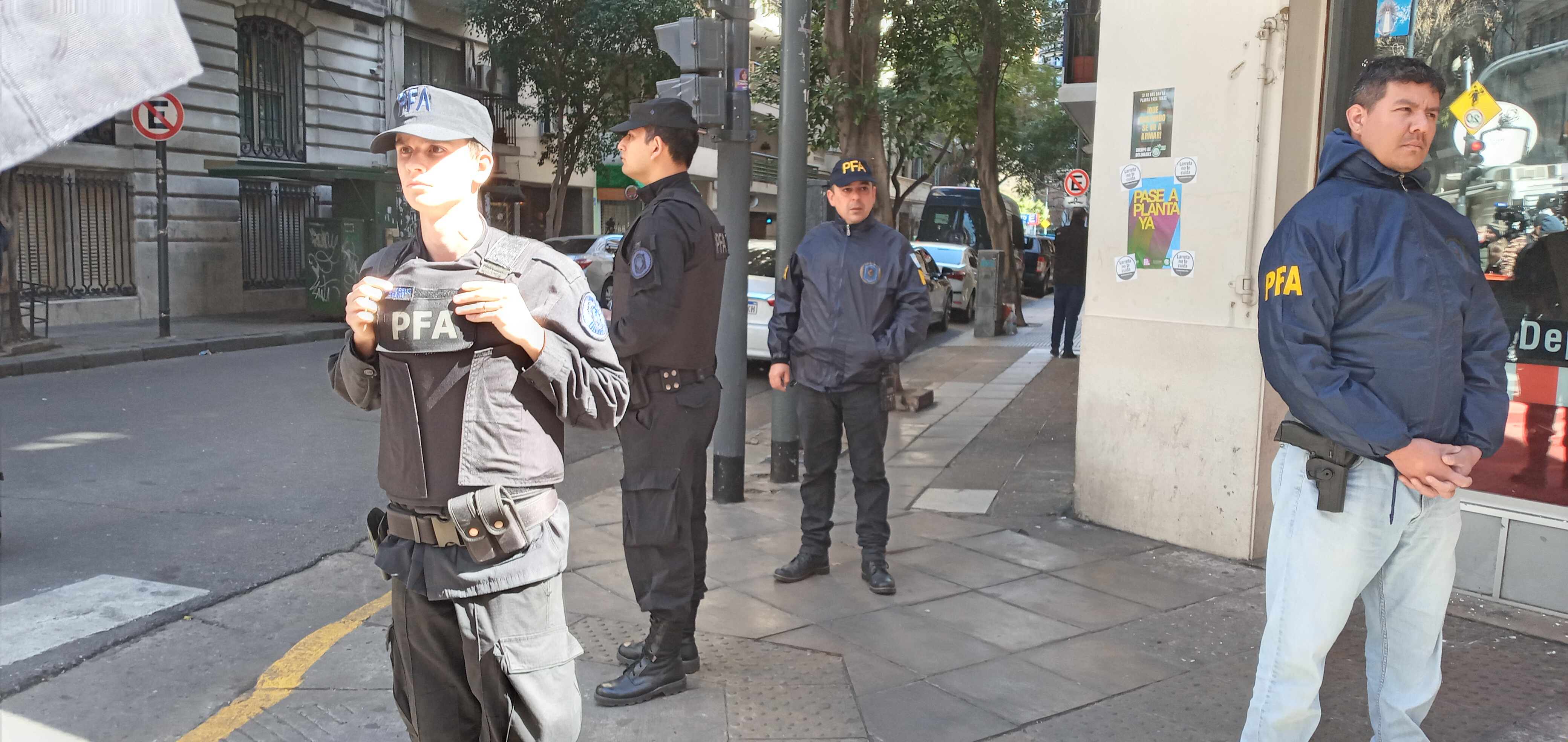
Agentes de la Policía Federal montando guardia frente a la casa de Cristina Fernández de Kirchner al día siguiente del atentado.

Luego del suceso, algunos medios hicieron notar lo que consideran fallas en la seguridad de la Vicepresidenta, la cual está a cargo de la Policía Federal, ya que Sabag Montiel llegó a apuntar a sólo unos centímetros de su rostro.
El viernes 2 de septiembre, en repudio al atentado, se realizaron numerosas y masivas marchas en las principales ciudades del país. La más importante de ellas tuvo lugar en Plaza de Mayo bajo la consigna «en defensa de la democracia». Durante este último acto Alejandra Darín, presidenta de la Asociación Argentina de Actores, leyó un comunicado firmado por representantes de diversos sectores de la sociedad.

### En Argentina
- El Presidente de la Nación Argentina, Alberto Fernández, repudió enérgicamente los hechos, lo calificó como «un hecho grave» y apeló a la búsqueda de justicia en el caso. A las 23:56 (UTC-3),[83] se dirigió al país por cadena nacional y declaró el viernes 2 como día no laborable con el objetivo de que el pueblo argentino «manifieste sus expresiones sobre el hecho».[84] Además pidió a la sociedad, especialmente partidos políticos y medios de comunicación, terminar con el discurso de odio.[85]
- Mauricio Macri, expresidente de Argentina, repudió el hecho calificándolo como «gravísimo», exigiendo un «inmediato y profundo esclarecimiento por parte de la justicia y las fuerzas de seguridad».[86]
- El jefe de Gobierno de la Ciudad de Buenos Aires, Horacio Rodríguez Larreta, se solidarizó con la vicepresidenta y declaró que: «Hoy, más que nunca, todos los argentinos tenemos que trabajar juntos por la paz».[87]
- La Unión Cívica Radical también condenó el intento, al cual consideró «muy grave». Además, hizo pública su exigencia de aclarar la situación y pidió que la justicia «actúe con firmeza». Por su parte, el diputado radical Mario Negri, expresó: «La democracia exige paz. No a la violencia».[88]
- La referente de la Coalición Cívica ARI, Elisa Carrió, pocos momentos después del hecho, publicó en la red social Twitter: «el camino es la no violencia», luego sumó su repudio al de los demás dirigentes de Juntos por el Cambio.[87]
- Desde el Partido de los Trabajadores Socialistas, que integra el Frente de Izquierda y de Trabajadores - Unidad (FIT-U), se condenó el atentado y sostuvo, en un artículo de opinión, que hacerlo «... es, además, una forma de defenderse a futuro para la clase trabajadora y el pueblo pobre que sale a luchar». Señaló que esto «no implica adherir ni respaldar las posiciones del Frente de Todos -y otros sectores patronales...»[89] La diputada de izquierda Myriam Bregman, el diputado Nicolás del Caño y su colega Alejandro Vilca, también condenaron el hecho.[90]
- La Central de Trabajadores de la Argentina llamó a un paro general en solidaridad con la mandataria.[91]
- Patricia Bullrich, presidenta del partido Propuesta Republicana (PRO) por su parte, calificó al intento de magnicidio como un «acto de violencia individual» y lo dispuesto por el presidente Fernández como «una jugada política», en relación con decretar el feriado calificándolo como oportunidad para movilizar militantes.[92]
- El entonces diputado y, desde diciembre de 2023 presidente de la Nación, Javier Milei se abstuvo de condenar el atentado, lo cual, según trascendidos, causó preocupación entre los dirigentes de su espacio.[93] Finalmente, en una declaración, condenó toda forma de violencia y se lamentó porque, sostuvo: «los políticos no tienen privilegios respecto del resto de la población».[94] También se desligó de José Derman y el Centro Cultural Kyle Rittenhouse.
- El diputado José Luis Espert, consideró que lo sucedido era un simple hecho delictivo que no ameritaba la reunión especial de la Asamblea Legislativa que, para condenar el atentado, se reunió el sábado 3 de septiembre.[95]
- El Gobierno de la provincia de Mendoza decidió no acatar el feriado dispuesto por el presidente, considerando que: «se debe trabajar con normalidad, que es la mejor forma de repudio a cualquier expresión de violencia y adhesión a la paz social».[96]

### Allanamiento del Centro Cultural Kyle Rittenhouse
Además de a los integrantes del grupo acusado del atentado, la Policía allanó el Centro Cultural Kyle Rittenhouse, una organización de derecha, en la ciudad de La Plata. José Derman fue detenido, acusado de instigar ataques contra la ex-presidenta mediante un video. La Policía declaró la tenencia de un pequeño mortero que luego fue detonado. José Derman, quien tenía antecedentes penales por enviar fotos de su miembro a mujeres en redes sociales, fue luego declarado inimputable y recluido en un hospital psiquiátrico.
Javier Milei, de quien el centro cultural tenía murales homenajeándolo, se desligó de este y sus miembros.

### Pedido de juicio político por destrucción de pruebas
En 2025 comenzaría en paralelo un juicio contra la jueza Capuchetti por destrucción de pruebas claves entre ellas el celular de Montiel. La policía encargada de trasladar el celular sostuvo que era una tarea que no le correspondía y que requería un procedimiento judicial que no existió para asegurar la prueba, siendo un elemento crucial. Cuando la fiscala Gabriela Baigún le preguntó si el juzgado le daba cosas para trasladar habitualmente, explicó que hacía trámites, se refirió al traslado de papeles, pero sostuvo que era la primera vez que llevaba "efectos" en sus cinco años como custodia de Capuchetti. La magistrada tiene un expediente abierto ante el Consejo de la Magistratura.

### Internacionales
- Bolivia: El presidente Luis Arce repudió enfáticamente el atentado contra Fernández de Kirchner, y mandó su apoyo a ella, su familia y al gobierno de Alberto Fernández.[102] El expresidente de Bolivia, Evo Morales, también condenó el «cobarde intento de magnicidio» a Fernández, el cual escribió en su cuenta de Twitter.[103][104]
- Brasil: El expresidente Jair Bolsonaro enfatizó que a pesar de sus diferencias con la vice argentina, no le desea la muerte. «Espero que el hecho sea correctamente investigado. Afortunadamente el tipo no sabía manipular armas de fuego, si supiera, hubiera tenido éxito en su intento».[105] Por otro lado, Luiz Inacio Lula da Silva, presidente de Brasil, manifestó su solidaridad calificando al atacante como un «criminal fascista que no sabe respetar la disidencia y la diversidad».[106] La expresidenta brasileña, Dilma Rousseff, también se solidarizó con la vicepresidenta argentina en contra del atentado.[107]
- Chile: El presidente Gabriel Boric, dijo que el intento de atentado «merece el repudio y condena de todo el continente» y manifestó su solidaridad.[108][109]
- Colombia: El presidente Gustavo Petro expresó en su cuenta de Twitter que «el atentado a Cristina en Argentina, es el resultado del sectarismo que se convierte en violencia», y que «se ha convertido en práctica latinoamericana pensar que la política es la eliminación física o jurídica del adversario».[110]
- Cuba: El presidente Miguel Díaz Canel expresó a través de Twitter: «Desde Cuba, consternados con el intento de asesinato de Cristina Fernández de Kirchner, trasladamos toda nuestra solidaridad a la vicepresidenta, al gobierno y al pueblo argentino.»[111] Raúl Castro Ruz, expresidente cubano, también se explayó en torno al hecho: «toda nuestra solidaridad y apoyo ante el vil atentado cometido contra tu vida, con la satisfacción de que has sobrevivido a este repudiable hecho».[112]
- Ecuador: El presidente Guillermo Lasso también se pronunció en contra del atentado y envió su solidaridad a Fernández y al gobierno argentino.[113]
- España: Pedro Sánchez, presidente de Gobierno de España, repudió el atentado con las siguientes palabras: «Mi cariño y solidaridad, Cristina Fernández de Kirchner. Nuestra rotunda condena a este intento de magnicidio y el apoyo a la vicepresidenta Cristina Fernández y a todo el pueblo argentino. El odio y la violencia jamás vencerán a la democracia».[114] También la vicepresidenta segunda del Gobierno, Yolanda Díaz, se manifestó contra la violencia: «Toda mi solidaridad con Cristina Fernández, la vicepresidenta de Argentina, por el intento de asesinato que ha sufrido. Mi solidaridad también con el gobierno y el pueblo argentino. Estoy convencida de que sabrá avanzar en paz y con diálogo. Un abrazo desde España».[115]
- Estados Unidos: El embajador de los Estados Unidos en Argentina, Marc Stanley, condenó el ataque y expresó a través de la red social Twitter: «Estamos aliviados de saber que la Vicepresidenta Cristina Fernández de Kirchner esté bien. Estados Unidos se une a la Argentina y a toda la gente pacífica en el rechazo a la violencia, el extremismo y el odio en todas partes».[116] Además, se expresó en la red social Twitter Antony Blinken, el secretario de Estado de los Estados Unidos de América, quien dijo: «Estados Unidos condena enérgicamente el intento de asesinato de la Vicepresidenta Cristina Fernández de Kirchner. Estamos con el gobierno y el pueblo argentinos en el rechazo de la violencia y el odio».[117]
- Honduras: La presidenta Xiomara Castro expresó su condena al intento de asesinato.[118]
- México: El presidente Andrés Manuel López Obrador manifestó: «Quiero expresar mi condena enérgica por el fallido atentado a la vicepresidenta de Argentina, Cristina Kirchner. Fue algo lamentable, reprobable, pero al mismo tiempo diría milagroso porque está bien Cristina».[119] Marcelo Ebrard, ministro de Relaciones Exteriores de México, expresó la condena en nombre del gobierno de México.[120]
- Panamá: El Ministerio de Relaciones Exteriores de Panamá informó que este Estado repudia y condena el atentado que sufrió la vicepresidenta de Argentina Cristina Fernández de Kirchner y que se solidariza con ella y con el pueblo de Argentina.[121]
- Paraguay: El presidente de Paraguay, Mario Abdo Benítez, condenó el atentado y expresó: «Nos solidarizamos con la República Argentina ante el intento de asesinato sufrido por su vicepresidenta. Nos unimos a todas las voces que repudian la violencia y exigen justicia».[122]
- Perú: El presidente de Perú, Pedro Castillo, repudió el atentado, y se solidarizó con la vicepresidenta y con el pueblo argentino.[123]
- Rusia: El portavoz del Kremlin, Dmitri Peskov, se pronunció en nombre de Vladímir Putin y condenó el atentado: «Gracias a Dios, no ocurrió una tragedia».[124]

- Uruguay: El presidente de Uruguay, Luis Lacalle Pou, expresó «La violencia nunca, nunca puede ser tolerada bajo ningún concepto. Mi solidaridad con Cristina Fernández y todo el pueblo argentino ante el atentado».[125]
- Venezuela: El presidente de Venezuela Nicolás Maduro mostró su solidaridad con la vicepresidenta argentina vía Twitter: «Enviamos nuestra solidaridad a la Vicepresidenta @CFKArgentina, ante el atentado contra su vida. Repudiamos enérgicamente esta acción que busca desestabilizar la Paz del hermano pueblo argentino. ¡La Patria Grande está contigo compañera!».
- Ciudad del Vaticano: El Papa Francisco se comunicó vía telegrama y luego telefónicamente con Cristina Fernández de Kirchner. En el telegrama expresa «Habiendo recibido la preocupante noticia del atentado que vuestra excelencia sufrió en la tarde de ayer, deseo expresarle mi solidaridad y cercanía en este delicado momento», dice la misiva del papa argentino y agrega: «Rezo para que en la querida Argentina prevalezcan siempre la armonía social y el respeto de los valores democráticos, contra todo tipo de violencia y agresión».[126]
- La organización Amnistía Internacional expresó «la absoluta condena frente al ataque con un arma de fuego contra la vicepresidenta».

## Juicio a los acusados
El 26 de junio de 2024, en el Tribunal Oral en lo Criminal Federal N°6, comenzó el juicio contra Sabag Montiel como autor; Brenda Uliarte, como partícipe necesaria y Nicolás Carrizo, en la figura de partícipe secundario. El Ministerio Público Fiscal acusó a los tres de intervenir en la planificación y ejecución del «delito de homicidio doblemente calificado por alevosía y por el concurso premeditado de dos o más personas, agravado por el empleo de un arma de fuego, en grado de tentativa, en perjuicio de Cristina Fernández de Kirchner».fiscal sugirió la convocatoria de más de 300 testigos y la realización de diversas medidas de instrucción suplementaria, que guardarían relación con las hipótesis de lo que todavía era materia de investigación en la etapa instructora. Concretamente, aquella tendiente a establecer la posible participación de miembros de la organización Revolución Federal, como la acusada Brenda Uliarte, y del diputado de Propuesta Republicana (PRO), Gerardo Milman, comprometido por las declaraciones del testigo Jorge Abello, que afirmó haberlo escuchado decir en un bar: "Cuando la maten yo voy a estar camino a la costa".
Sabag Montiel y Brenda Uliarte, además, fueron acusados por el delito de portación de un arma de guerra sin tener autorización legal y por la recepción y portación de un arma de fuego sabiendo de su ilegalidad agravado por haber sido usada en un delito cuya pena es mayor a tres años de prisión.
Sabag Montiel en su declaración indagatoria señaló que él: «quería matar a Cristina y Brenda Uliarte quería que muriera" por considerala: «una ladrona y una asesina». Por otro lado, el acusado negó haber contado sus planes a Nicolás Carrizo, e indicó que Uliarte lo acompañó y alentó para que cometiera el asesinato.
La acusación aportó filmaciones y pruebas de los celulares que permitieron saber que el día del ataque Uliarte y Sabag Montiel estuvieron siempre juntos y con el arma de fuego en su posesión. Entre las mismas se encontraba una conversación a través de la aplicación de mensajería WhatsApp en la cual Uliarte afirmaba que para limpiar la Nación hacía falta que corriese la sangre, que sabía usar un arma y que quería ser un equivalente femenino del libertador San Martín. Sabag Montiel se expresó en términos similares; también había conversaciones sobre el plan a seguir y acerca de su desarrollo.
En relación la acusación aportó el arma que Nicolás Carrizo aportó si bien ésta no fue utilizada. Sin embargo, sus conversaciones, según el fiscal, muestran que participó en el plan.
La pieza acusatoria aportó otras pruebas como la recepción de declaraciones testimoniales a las personas que mantuvieron algún tipo de contacto con los acusados, la extracción y análisis de la información de los celulares, el barrido y análisis de todas sus redes sociales, allanamientos, secuestros de instrumentos digitales y la apertura diversas líneas de investigación en orden a los datos recibidos por actores externos que, voluntariamente, aportaron información relevante para esclarecer los hechos. Además la fiscalía sugirió la convocatoria de más de trescientos testigos y la realización de diversas medidas de instrucción suplementaria, que guardarían relación con las hipótesis de lo que todavía era materia de investigación en la etapa instructora. En concreto, aquella tendiente a establecer la posible participación de miembros de la organización Revolución Federal, como la acusada Brenda Uliarte, y del diputado de Propuesta Republicana (PRO), Gerardo Milman, comprometido por las declaraciones del testigo Jorge Abello, que afirmó haberlo escuchado decir en un bar: "Cuando la maten yo voy a estar camino a la costa".